# Харк (мыза)
Харк (нем. Hark), также Гарк и мы́за Ха́рку (эст. Harku mõis) — рыцарская мыза на севере Эстонии в волости Харку уезда Харьюмаа, на границе с Таллином. 
Согласно историческому административному делению, относилась к Кейласкому приходу.

## История мызы
Принадлежавшая ордену мыза Харк была упомянута впервые в 1371 году. В средние века в главном здании мызы, выстроенном как маленькая каменная крепость, находилась резиденция ревельского вице-коменданта. В 1679 году мыза перешла во владение семейства Икскюлей.
В XVIII веке возведено главное здание в стиле барокко.
Купившие в 1755 году мызу фон Будберги (Budberg) в 1770 году перестроили главное здание в стиле позднего классицизма.
В 1836 году мыза перешла в собственность семьи Унгерн-Штернберг.
На военно-топографических картах Российской империи (1846—1863 годы) мыза обозначена как мз. Харкъ.
С 1892 года сменившая многих владельцев мыза была национализирована в 1919 году у Германа фон Харпельта (Hermann von Harpelt).
До Второй мировой войны в здании мызы находилась колония для несовершеннолетних.
С 1957 года в главном здании работал Институт экспериментальной биологии, в настоящее время оно стоит пустым.

### Северная война
В ходе Северной войны в сентябре 1710 года в недостроенном главном здании мызы Харк был заключён капитуляционный мирный договор между русскими войсками и представителями местного шведского дворянства. Этот договор положил основу особому положению балтийских стран, которые не превратились в обычные российские провинции, а сохранили статус широкой автономии.

## Главное здание
В 1875 году главному зданию (господскому дому) мызы придали неоренессансные черты, сохранившееся до сих пор. В то же время здание было удлинено. Главное здание характеризуют немного выступающие по бокам на ширину одного окна, а в центре — на ширину трёх окон, фронтоны. Все они украшены парными пилястрами и фронтонами. На втором этаже всех ризалитов — арочные окна. На заднем фасаде здания в центре расположен ризалит, имеющий классицистический треугольный фронтон. На правом торце здания сооружена небольшая деревянная веранда.

## Мызный комплекс
Из дополнительных строений заслуживает внимания скотный двор с элементами в стиле историзма, а также руины с двумя башнями, напоминающие о средневековой крепости (оба строения относятся к концу XIX века).
На площадке перед главным зданием сохранились амбар и конюшня-каретная. Фасады обоих зданий украшают арки. Многие другие вспомогательные здания также сохранились, но в значительно перестроенном виде.
От мызного комплекса к шоссе Таллин—Кейла ведут две расположенные под прямым углом друг к другу дороги, одна в сторону Таллина, вторая — в сторону Кейла (Хюйру). Около мызы на протяжении 800 метров обе дороги оформлены аллеями.
Вблизи от мызного комплекса в 20-м столетии были возведены некоторые строения, которые большей частью находятся к северо-востоку и западу от прежнего центра мызы.
В Государственный регистр памятников культуры Эстонии внесены:
- главное здание мызы[5],
- мызный парк[7],
- мызная аллея[8],
- конюшня-каретная[9],
- амбар[10],
- ограда мызы[11].